# 荒田吉明
荒田 吉明（あらた よしあき、1924年5月22日 - 2018年6月5日）は、日本の金属工学者。工学博士。大阪大学名誉教授。日本学士院会員。高温学会会長。世界的に未解明だった熱加工特性を解明し、国際的に新しい「高温科学」の体系を確立した人物。2004年、瑞宝重光章受章。2006年、文化勲章受章。京都府生まれ。

## 功績[1]
荒田吉明は、世界的に未解明だった熱加工特性を解明し、「超高エネルギー密度熱源の開発」と「超高エネルギー密度熱源の高度加工への適用」という画期的な新分野を開拓した。さらに、これを基盤として、新しく「高温工学」、「プラズマ工学」、「新溶接工学」の分野を国際的に確立することにより「高温科学」の体系化を国際的に行った。そのため、世界の「高温科学」の分野において、荒田の功績に不動の評価が与えられている。荒田は、超高出力レーザビーム造出法と強力な「アラタレーザ収束法」の発明、炭酸ガスレーザ切断・溶接法や超高出力・世界最大の電子ビーム熱源装置を開発し、超厚板材・超高速の精密溶接・切断への道を開発した。また画期的な「ガストンネル」を開発して、大出力プラズマビーム熱源への道を開いた。

## 研究
「超高エネルギー密度熱源」に関する基礎的研究により、高エネルギー密度の新熱源を開発・実用化を行った。これを新素材や高機能複合材など各種の材料の熱加工に応用し、従来明らかにされていなかった熱加工特性を解明することに成功した。高温工学と溶接工学に関する新しい技術分野と学問体系とを確立すると同時に日本で初めて公開による核融合反応に関する実験に成功するなど、世界的な成果を上げた。これらの長年の功績により2006年度文化勲章を受章した。

## 略歴
- 1949年（昭和24年） 大阪帝国大学工学部溶接工学科卒業
- 1951年（昭和26年） 大阪大学工学部助手
- 1953年（昭和28年） 大阪大学工学部講師
- 1957年（昭和32年） 大阪大学大学院工学研究科博士課程終了（学位論文「鉄炭素系の炭化物」）
- 1964年（昭和39年） 大阪大学工学部教授
- 1965年（昭和40年） オハイオ州立大学客員教授[4]
- 1972年（昭和47年） 大阪大学溶接工学研究所教授
- 1977年（昭和52年） 大阪大学溶接工学研究所長（1981年まで）
- 1982年（昭和57年）
  - 大阪大学溶接工学研究所超高エネルギー密度熱源センター長
  - ポーランド国家勲章
- 1985年（昭和60年） 日本学士院賞受賞
- 1988年（昭和63年）
  - 退官。学内に「荒田記念館」が建設される。近畿大学教授
  - 日本学士院会員（12月12日）
  - 米国レーザー学会フェロー
- 1993年（平成5年） 米国金属学会フェロー
- 2004年（平成16年） 瑞宝重光章受章
- 2005年（平成17年） 国際常温核融合学会賞受賞
- 2006年（平成18年） 文化勲章受章
- 2008年（平成20年） 大阪大学で固体内核融合の実験を報道関係者に広く公開。（5月22日）
- 2009年（平成21年） 静岡県産業経済会館でJCF9（第9回常温核融合研究会）にて、2008年の公開実験の再現に成功したと発表。
- 2018年（平成30年） 腎不全のため死去[5]。叙従三位[6]。

## 著書[1]
- 『プラズマ工学』（日刊工業新聞社、1965年）
- 『Plasma, Electron & Laser Technology』（米国金属学会、1986年）
- 『新エネルギー創生を目指して』（高温学会; 受賞記念祝賀会：2007年8月1日, 90頁）

## 著名な論文
- Arata Y, Zhang Y-C; Kaku Yugo Kenkyu 62 (1989) 398 Fusion Technol. 22 (1992) 287. Cited in Chem. Abstr. 112: 224669 (1990). (in Japanese). “Achievement of intense 'cold fusion' reaction”.
- Arata Y, Zhang Y-C; Koon Gakkaishi (J. High Temp. Soc.). 20 (4) (1994) 148 (in Japanese, Engl. abstr.).“A new energy generated in DS-cathode with 'Pd-black'”.
- Arata Y, Zhang Y-C; Proc. Japan Acad. "Achievement of Solid-State Plasma Fusion (“Cold-Fusion”)" Proceedings of the Japan Academy, Series B, 1995年 71巻 10号 p.304-309, doi:10.2183/pjab.71.304
- Yoshiaki ARATA, Yue-Chang ZHANG; "Solid-State Plasma Fusion("Cold Fusion")". 『高温学会誌』 23(特別号), 1-56, 1997-01, 高温学会, NAID 40004069611
- Arata Y, Zhang Y-C; Jpn. J. Appl. Phys. 2 37 (1998) L1274. “Anomalous difference between reaction energies generated within D2O-cell and H2O-cell”.
- 荒田吉明: 新エネルギー創生“固体内核融合”─いわゆる“常温核融合”の誤り─「固体物理」（アグネ技術センター発行）, vol. 35, No.1 (2000).
- Arata Y, Zhang Y-C; J. High Temp. Soc. Jpn 29 (2003) (special vol: pp 1-44). “The Basics of Practical Nuclear Fusion Reactor Using Solid Pycnodeuterium as Nuclear Fuel”.
- Arata Y.; IL NUOVO SAGGIATORE (イタリー物理学会). Vol. 20 (2004).“The formation of 《solid deuterium》solidified inside crystal lattice and intense solid-state nuclear fusion (《cold fusion》)”.
- Arata Y, Zhang Y-C; Progress of Theoretical Phys. (Supplement), No. 154 (2004) 241: Fusion 03.“The Basics of Nuclear Fusion Reactor using Solid Pycnodeuterium as Nuclear Fuel”.
- Arata Y, Zhang Y-C; ICCF12 (Yokohama, Jpn; (2006)).“Development of “DS-Reactor”as the Practical Reactor of “Cold Fusion”based on the“DS-Cell”with“DS-Cathode”.